# Euphorbia antso
Euphorbia antso is een plantensoort uit de familie Euphorbiaceae. Het is een bladverliezende, sappige en sterk vertakte struik of kleine boom. Deze kan een groeihoogte bereiken tot 15 meter hoog. Alle delen van de plant bevatten overvloedige latex.
De soort is endemisch in Madagaskar. De soort komt voor in het westen en zuidwesten van Madagaskar, waar hij groeit tussen het doornig struikgewas en in succulente boslanden, op hoogtes van zeeniveau tot 500 meter. Op sommige plaatsen komt de soort veelvuldig voor, onder andere in de buurt van Toliara. De soort wordt bedreigd door habitatsvermindering, bosbranden en habitatsvernietiging voor de productie van houtskool. De soort staat op de Rode Lijst van de IUCN geklasseerd als 'niet bedreigd'.
De uit de plant gewonnen latex wordt op de huid aangebracht om schurft te behandelen. Verder worden de stengels gedroogd, die door middel van wrijving gebruikt worden om vuur te maken.

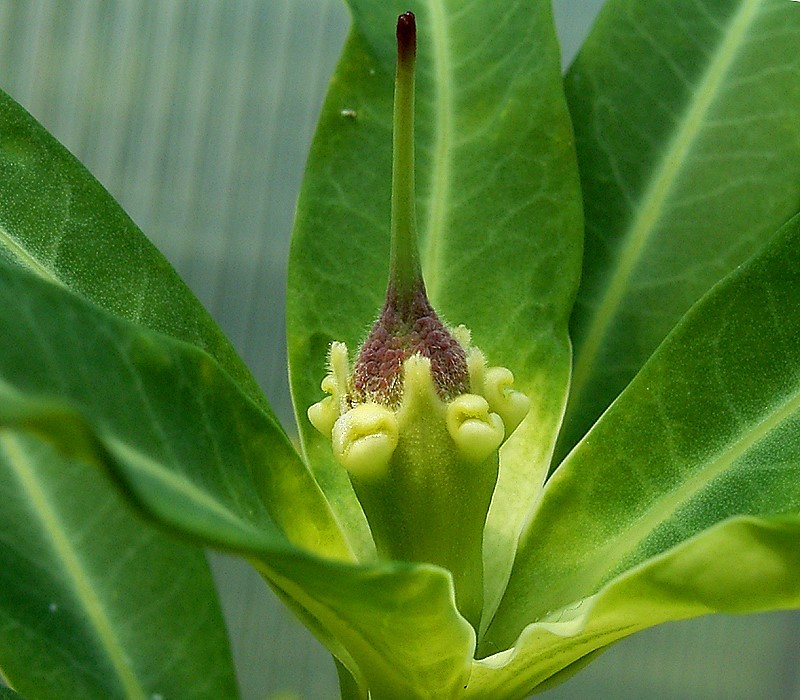
bloem van de Euphorbia antso

... · 
E. abdelkuri · 
E. abyssinica · 
E. acanthothamnos · 
E. actinoclada · 
E. adenopoda · 
E. alcicornis · 
E. alfredii · 
E. alluaudii · 
E. ambarivatoensis · 
E. ambovombensis · 
E. amygdaloides (Amandelwolfsmelk) · 
E. analalavensis · 
E. ankaranae · 
E. ankarensis · 
E. ankazobensis · 
E. antiquorum · 
E. antso · 
E. aprica · 
E. arahaka · 
E. aureoviridiflora · 
E. balsamifera · 
E. banae · 
E. beharensis · 
E. bemarahaensis · 
E. benoistii · 
E. berorohae · 
E. biaculeata · 
E. boissieri · 
E. boiteaui · 
E. boivinii · 
E. bongolavensis · 
E. bosseri · 
E. brachyphylla · 
E. caducifolia · 
E. candelabrum · 
E. cap-saintemariensis · 
E. capmanambatoensis · 
E. capuronii · 
E. caput-aureum · 
E. cedrorum · 
E. cyparissias (Cipreswolfsmelk) · 
E. dulcis (Zoete wolfsmelk) · 
E. epithymoides (Kleurige wolfsmelk) · 
E. erythraea ·
E. esula (Heksenmelk) · 
E. exigua (Kleine wolfsmelk) · 
E. handiensis ·
E. helioscopia (Kroontjeskruid) · 
E. ingens · 
E. lacei · 
E. lactea · 
E. lathyris (Kruisbladige wolfsmelk) · 
E. leuconeura · 
E. neriifolia · 
E. officinarum · 
E. palustris (Moeraswolfsmelk) · 
E. paralias (Zeewolfsmelk) · 
E. peplus (Tuinwolfsmelk) · 
E. platyphyllos (Brede wolfsmelk) · 
E. portlandica (Kustwolfsmelk) · 
E. pulcherrima (Kerstster) · 
E. regis-jubae · 
E. resinifera · 
E. royleana · 
E. seguieriana (Zandwolfsmelk) · 
E. stenoclada · 
E. stricta (Stijve wolfsmelk) · 
E. tirucalli · 
E. verrucosa (Wrattige wolfsmelk) · 
E. waringiae · 
...